# Стефан (Боца)
Епископ Стефан (в миру Стеван Боца; 21 августа 1916, Мунява — 4 февраля 2003, монастырь Жича) — епископ Сербской православной церкви, епископ Жичский.

## Биография
Окончил начальную школу в родном селе. Нижнюю гимназию окончил в Огулине. После окончания шестиклассной духовной семинарии в Сараеве обучался на философском и богословском факультетах Белградского университета.
В 1939 году был назначен катехизатором в Оточце. 8 сентября 1940 года епископом Горнокарловацким Саввой (Трлаичем) рукоположён во иеродиакона.
Во время Второй мировой войны как и 350 тысяч сербов был вынужден бежать в Сербию с территорий, контролируемых усташами и исполнять обязанности катехизатора в Крагуевце до 1949 году.
В 1955 году становится преподавателем семинарии святого Саввы в монастыре Раковице под Белградом, а в 1958 году отправляется в Англию, где защищает диплом в Колледже святого Августина в Кентербери.
В мае 1959 года Стеван Боца, который на тот момент обучался в Англии, был избран епископом Далматинским.
По возвращении из Англии, 10 июля 1959 года Патриархом Сербским Германом был пострижен в монашество в Монастыре Раковица. 12 июля на Петровдан того же года митрополитом Солунским Пантелеимоном (Папагеоргиу) рукоположён в сан иеромонаха с возведением в сан архимандрита.
9 августа 1959 года в кафедральном соборе Белграда был хиротонисан во епископа Далматинского. Хиротонию возглавили Патриарх Антиохийский Феодосий VI и Патриарх Сербский Герман.
Его стараниями было построено 14 новых храмов и восстановлено 50, пострадавших во время Второй мировой войны, увеличилось число приходов. Большим достижением было открытие Семинарии Трёх святителей при Монастыре Крка в 1964 году.
Перевел с английского труд епископа Николая (Велимировича) «Вера святых. Катехизис Восточной Православной Церкви», который пережил несколько изданий. Стараниями епископа Стефана вышел в свет известный труд его предшественника на Далматинской кафедре епископа Никодима (Милаша) «Православная Далмация». Им была подготовлены монографии «Монастырь Крупа 1317—1967», «Далматинский епископ Симеон Кочаревич и его время» (1970). В 1976 году опубликовал первый сборник своих проповедей.
В мае 1978 года решением Священного Архиерейского Собора назначен епископом Жичским. 23 июля 1978 года состоялась его интронизация.
По случаю 800-летия монастыря Студеница выпустил книгу «Восемь веков Студеницы».
Епископ Стефан был активным участником в деле межцерковного общения, состоял членом ряда комиссий Всемирного Совета Церквей, участвовал в заседании Комиссии по межцерковной помощи в Ивердоне (Швейцария) и принимал эту же комиссию в Жиче. В 1980 году в монастыре Жича им был организовал симпозиум «Проповедь и учение христианской веры сегодня».
Владыка принимал участие в работе Всеправославного совещания в Софии в 1983 году и конференции миссионеров в Салониках в 1987 году.
Исполнял обязанности председателя Совета по строительству нового здания Богословского факультета в Белграде, долгое время руководил постоянным Образовательным советом при Священном Синоде.
В 1983 году в монастыре Жича вышел второй том его проповедей, а в 1987 году — третий.
В 1988 году за вклад в богословскую, научную и издательскую деятельность Богословский факультет Белградского университета удостоил его титула почётного доктора богословия.
Скончался 4 февраля 2003 года в монастыре Жича. Соболезнования в связи с кончиной преосвященного Стефана выразили президент СРЮ Воислав Коштуница, престолонаследник Александр Карагеоргиевич, начальник генштаба Югославской армии генерал-полковник Бранко Круга, министр по делам религии Боголюб Шиякович и целый ряд государственных деятелей и общественных организаций. 6 февраля заупокойную литургию и отпевание епископа Стефана совершил Патриарх Сербский Павел. Похоронен в Монастыре Жича.